# جوني جونز (لاعب كرة قاعدة)
جوني جونز (بالإنجليزية: Johnny Jones)‏ هو لاعب كرة قاعدة أمريكي، ولد في 25 أغسطس 1892 في أركاديا (لويزيانا) في الولايات المتحدة، وتوفي في 5 يونيو 1980 في روستون في الولايات المتحدة.